# Brandt Edwards
Brandt Edwards (Holly Springs (Mississippi), 22 marzo 1947) è un attore, cantante e ballerino statunitense.
Ha studiato musica all'Universitò del Mississippi e canto con la vincitrice di due Tony Awards Helen Gallagher. Il suo primo lavoro è stato il tour del musical Applause (tratto da Eva contro Eva), a cui è seguito un altro tour, quello del musical Seesaw (1974). Nel 1975 ha interpretato Tom nella prima produzione dell'Off Broadway di A Chorus Line, un ruolo che ha ripreso anche nella produzione di Broadway dello stesso anno. Nel 1976 si è unito al cast del tour internazionale di A Chorus Line, in cui era il sostituto per il ruolo principale di Zach. Nel 1980 è tornato a Broadway per l'ultima volta nella produzione originale del musical 42nd Street.